# Gísli Þórðarson
Gísli Gottskálk Þórðarson (12 settembre 2004) è un calciatore islandese, centrocampista del Lech Poznań.

## Carriera

### Club
Cresciuto calcisticamente nel club italiano del Bologna, nel 2022 torna in patria al Víkingur.
Il 7 gennaio 2025 passa ai polacchi del Lech Poznań.

### Nazionale
Vanta 17 presenze con le rappresentative giovanili islandesi.

## Palmarès

### Club

#### Competizioni nazionali
- Campionato islandese: 1

Víkingur: 2023
- Coppa d'Islanda: 2

Víkingur: 2022, 2023
- Supercoppa d'Islanda: 1

Víkingur: 2024
- Campionato polacco: 1

Lech Poznań: 2024-2025